# 스패니쉬 프린세스
《스패니쉬 프린세스》(영어: The Spanish Princess)는 스타즈에서 2019년 5월부터 2020년 11월 29일까지 방영된 영국, 미국의 역사 시대극 드라마이다.